# ماده‌نوکوجی نوبوفوسا

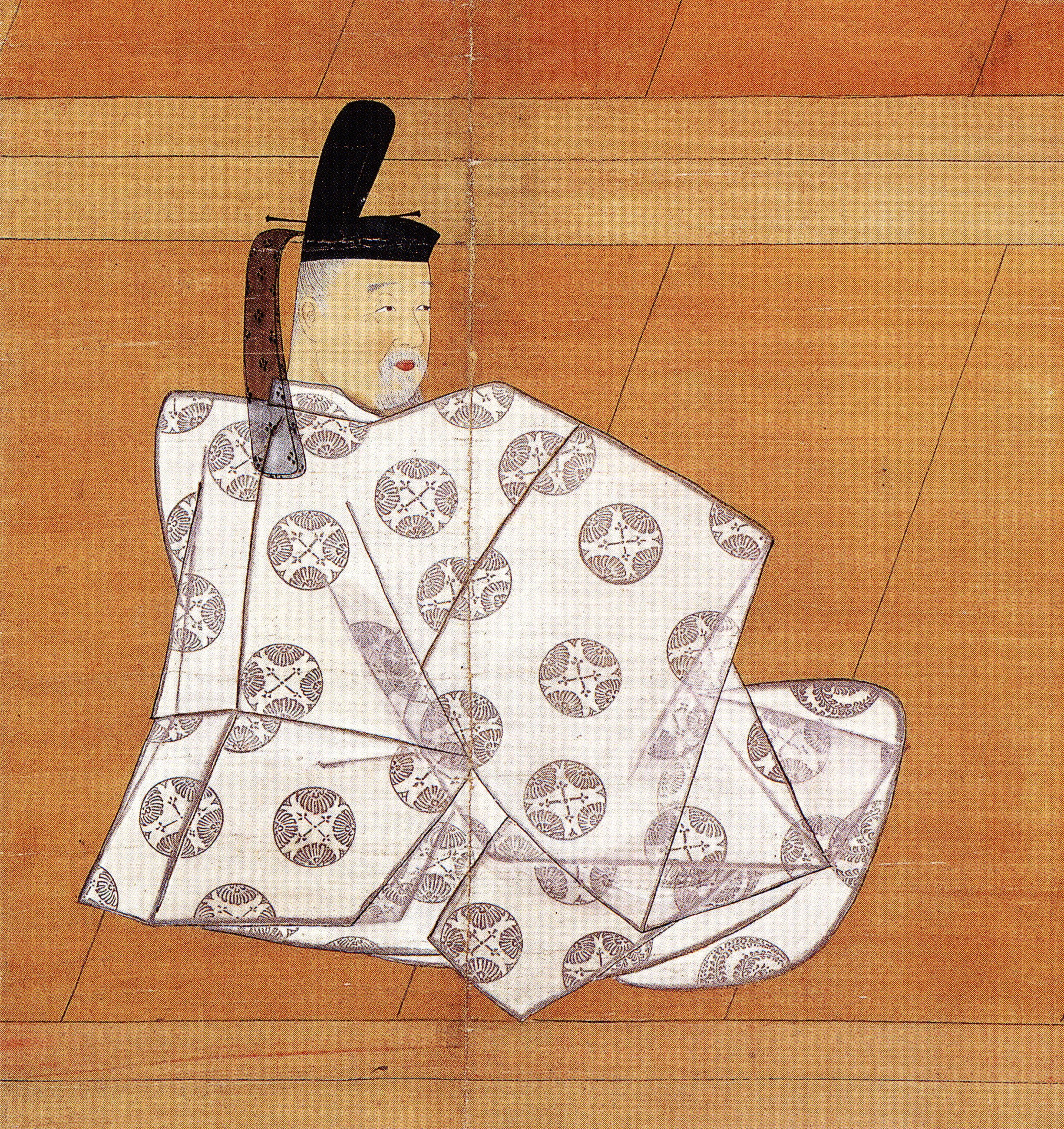

ماده‌نوکوجی نوبوفوسا (به ژاپنی: 万里小路 宣房 までのこうじ のぶふさ); تولد ۱۲۵۸ - مرگ ۱۳۴۸ میلادی - کوگه و دایناگون در دوره کاماکورا و دوره نانبوکوچو بود. او به همراه کیتاباتاکه چیکافوسا و یوشیدا سادافوسا یکی از نوچی نو ساندو که نزدیکان و حمایت کنندگان امپراتور گودایگو بودند به حساب می‌آیند. دستاورد اصلی او در جریان حادثه شوچو (۱۳۲۴) بود، زمانی که امپراتور گودایگو به حمله به شوگون سالاری کاماکورا مظنون واقع شد و او به عنوان فرستاده ویژه در کنار گودایگو به کاماکورا اعزام شد تا توضیحاتی بدهد و وضعیت بی گناهی امپراتور را برای شوگون سالاری توضیح دهد. در طول دولت بازسازی کنمو، او به عنوان رئیس دفتر دعاوی متفرقه خدمت کرد. با این حال، در طول جنگ داخلی بین دربار شمالی و جنوبی، او به دربار جنوبی که توسط امپراتور گودایگو تأسیس شده بود، نپیوست و گمان می‌رود که در کیوتو باقی مانده است.
- نوچی نو ساندو به سه نفر ماده‌نوکوجی نوبوفوسا، کیتاباتاکه چیکافوسا و یوشیدا سادافوسا اشاره دارد که از اواخر دوره کاماکورا تا دوره نانبوکوچو به عنوان دستیاران نزدیک امپراتور گو-اودا و امپراتور گو-دایگو خدمت می‌کردند.